# Pokolec białobrody
Pokolec białobrody, pokolec błękitny (Acanthurus leucosternon) – gatunek morskiej ryby okoniokształtnej z rodziny pokolcowatych (Acanthuridae). Bardzo popularna w akwarystyce morskiej.
Występuje w Oceanie Indyjskim, gdzie jest szeroko rozprzestrzeniona. Dorasta do 54 cm długości.